# Probolomyrmex longinodus
Probolomyrmex longinodus is een mierensoort uit de onderfamilie van de Proceratiinae. De wetenschappelijke naam van de soort is voor het eerst geldig gepubliceerd in 1988 door Terayama & Ogata.